# Bekenntnisse des Hochstaplers Felix Krull (2021)
Bekenntnisse des Hochstaplers Felix Krull ist ein Film von Detlev Buck, der im Jahr 2020 gedreht wurde und 2021 in die Kinos kam. Es handelt sich um eine Verfilmung des gleichnamigen Romans von Thomas Mann. Die Titelrolle des Felix Krull wurde mit Jannis Niewöhner besetzt.

## Handlung
Der gutaussehende Felix Krull hat seit Kindesbeinen das große Talent, in andere Rollen zu schlüpfen und die Menschen zu täuschen. Nach einigen Schicksalsschlägen nimmt er eine Arbeit als Liftboy in einem Pariser Luxushotel an und steigt dort rasch zum Oberkellner auf. Er begegnet dem Marquis Louis de Venosta, mit dem er einen Identitätstausch vereinbart, damit dieser mit seiner Geliebten Zaza zusammenleben kann. In der Rolle des Marquis geht Felix auf Reisen und liefert schließlich am Königshof von Lissabon sein Meisterstück als Hochstapler ab.

## Produktion
Regie führte Detlev Buck, das Drehbuch schrieb er gemeinsam mit Daniel Kehlmann. Produzent Markus Zimmer erläuterte die Notwendigkeit, den Klassiker der Weltliteratur endlich neu zu verfilmen: „Thomas Manns Felix Krull ist eine seiner populärsten und zeitlos-aktuellsten Figuren, deren Charme und Humor nach wie vor Leser und Theaterzuschauer begeistern. Eine Neuverfilmung fürs Kino war längst überfällig.“ Er hoffte darauf, auch ein jüngeres Publikum zu erreichen, da Felix etwas darstelle, was er nicht sei. Das sei gegenwärtig ein großes Thema.
Der Film erhielt vom FilmFernsehFonds Bayern eine Produktionsförderung in Höhe von 1,3 Mio. Euro, 800.000 Euro von der Film- und Medienstiftung NRW und eine weitere Förderung vom Deutschen Filmförderfonds.
Die Besetzung des Films umfasst neben Jannis Niewöhner in der Titelrolle u. a. David Kross, Liv Lisa Fries, Maria Furtwängler, Joachim Król, Katja Flint und Christian Friedel. Als Kameramann fungierte Marc Achenbach.
Die Dreharbeiten begannen Anfang März 2020. Nachdem im Team eine Sars-CoV-2-Infektion festgestellt wurde und die als Drehorte vorgesehenen Schlösser pandemiebedingt gesperrt wurden, wurden die Dreharbeiten nach gut einer Woche am 16. März abgebrochen. Ab Juni 2020 wurden die Dreharbeiten unter strengen Hygieneregeln fortgesetzt und Anfang August 2020 abgeschlossen.
Drehorte waren unter anderem Bayern (München, Schloss Schleißheim; Regensburg, Steinerne Brücke), Nordrhein-Westfalen (Schloss Cappenberg, Schloss Benrath) und Portugal.
Der Kinostart war ursprünglich für den 4. Februar 2021 vorgesehen. Aufgrund der Einschränkungen durch die Covid-19-Pandemie konnte der Kinostart jedoch erst am 2. September 2021, nach Ende des Lockdowns, stattfinden. Die Premierenfeier fand in der Woche zuvor, am 23. August 2021, in der Essener Lichtburg statt.

## Kritik
„Jannis Niewöhner ist perfekt als schelmisch-verführerischer Betrüger in dieser erstaunlich unterhaltsamen, schwungvollen Adaption eines Klassikers der deutschen Literatur“, urteilte die Bild-Zeitung.

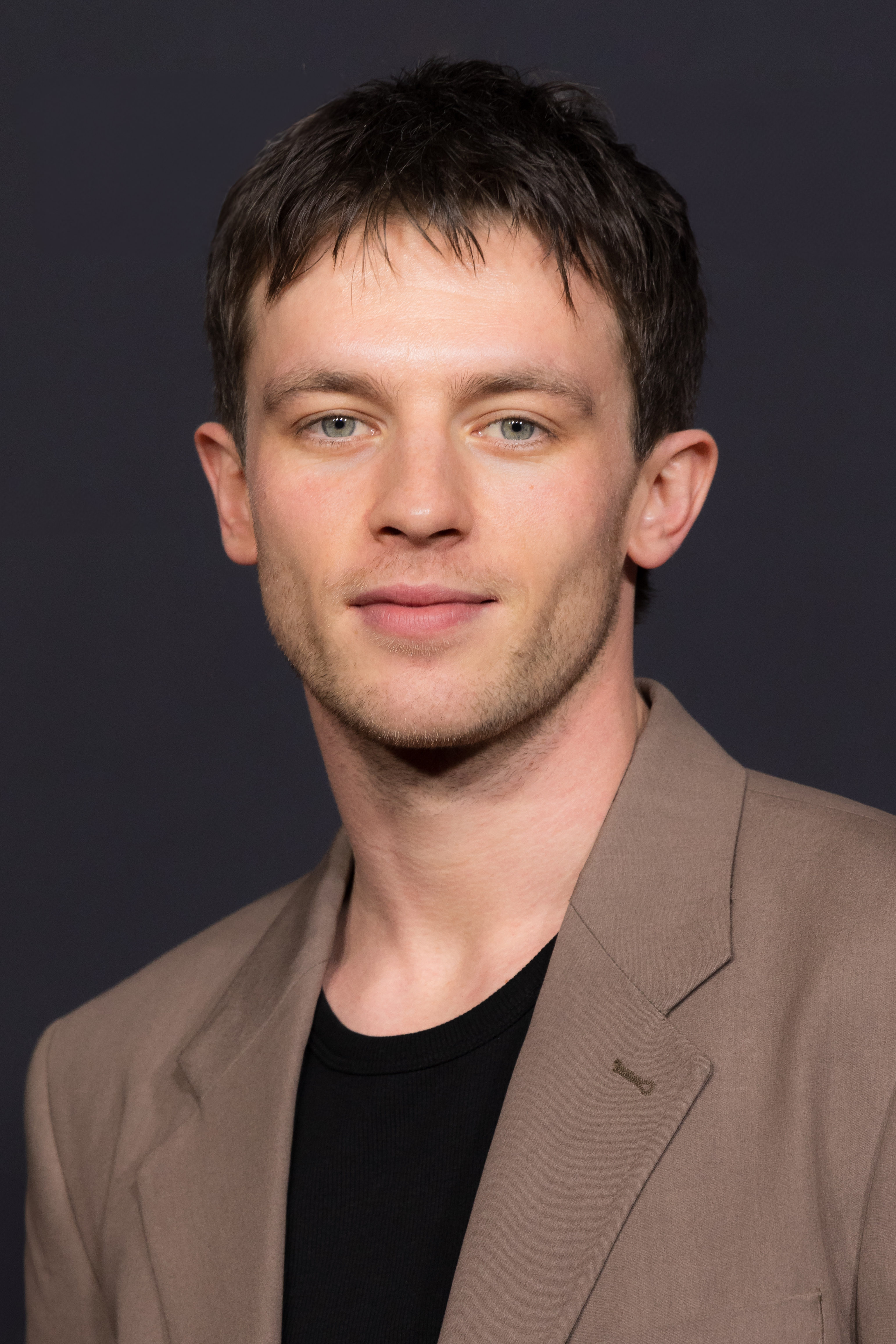
Jannis Niewöhner spielt in der Titelrolle Felix Krull

„Noch nie war ein deutscher Thomas-Mann-Film sinnlicher, sah besser aus … Es ist ein großer Spaß, Fries und Kross und vor allem dem diesmal wieder ganz jugendfrisch und immer auch ein bisschen rehbeinig durch Krulls Entwicklungsroman tänzelnden Jannis Niewöhner zuzuschauen“, befand Die Welt.
„Das funktioniert alles auch wegen Jannis Niewöhner, der nach kurzer Eingewöhnung Krull als den einnehmenden Charakter spielt, dem man die charmante Art ebenso wie die Tränen abnimmt … Detlev Bucks ‚Die Bekenntnisse des Hochstaplers Felix Krull‘ ist der GinTonic unter den Thomas-Mann-Verfilmungen“, schrieb die Süddeutsche Zeitung.
„Detlev Buck feiert in seiner Kinoverfilmung des Romans … lustvoll die Hochstapelei seiner Hauptfigur. Mit seinem Co-Autor Daniel Kehlmann hat er aus Thomas Manns Sprachmacht schillernde Dialoge fabriziert“, war die Meinung der Stuttgarter Zeitung.
„Großes Kino, elegante Kunst, mit Lust und Leid und schon fast echten Tränen“, schwärmte die Abendzeitung (München).
Der Film sei „manchmal zu klamaukig“ und erinnere eher an Louis de Funès als an Thomas Mann, urteilte der Filmkritiker Carsten Beyer.
Der Radio-Eins-Filmkritiker Knut Elstermann empfand die Neuverfilmung als „einfallsarm“. Der Film komme mit einer „bleischweren Kunstsprache“ daher. In seinem abschließenden Urteil hielt er fest: „In diesem aufwendigen, zähen Fehlschlag wird nie klar, wohin die Reise eigentlich gehen sollte.“ Ähnlich negativ äußerte sich Claudia Voigt im Spiegel und sprach von „Momente[n] des Fremdschämens“.